# 奥隆根
奥隆根（法語：Ohlungen，法語發音：[oluŋ(ɡ)ən]）是法国下莱茵省的一个市镇，属于阿格诺-维桑堡区。

## 地理
奥隆根（48°48'41"N, 7°42'3"E）面积8.39 平方千米，位于法国大東部大區下莱茵省，该省份为法国大陆部分最东部的省份，是阿尔萨斯的一部分，今与上莱茵省组成了阿尔萨斯欧洲集体，其南至上莱茵省，西南接孚日省和默尔特-摩泽尔省，西接摩泽尔省，北与德国接壤，东侧沿莱茵河与德国相望。
与奥隆根接壤的市镇（或旧市镇、城区）包括：贝尔斯泰姆、于滕多夫、莫代尔河畔什韦古斯、于尔维莱、万泰尔苏斯、维泰尔桑。
奥隆根的时区为UTC+01:00、UTC+02:00（夏令时）。

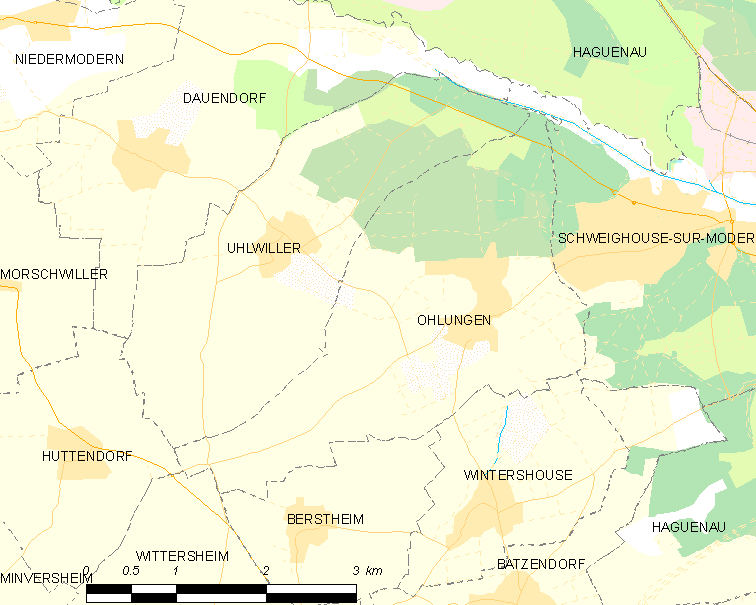
奥隆根的OSM定位图

## 行政
奥隆根的邮政编码为67590、67170，INSEE市镇编码为67359。

## 政治
奥隆根所属的省级选区为阿格诺县。

## 人口

1962-2008年间奥隆根人口变化图示

奥隆根于2022年1月1日时的人口数量为1381人。